# Homeland (Kalifornien)
Homeland ist ein Census-designated place im Riverside County im US-Bundesstaat Kalifornien. Das U.S. Census Bureau hat bei der Volkszählung 2020 eine Einwohnerzahl von 6.772 ermittelt.
Homeland liegt im Westen des Riverside Countys in Kalifornien. Die Gemeinde ist komplett von gemeindefreiem Gebiet umgeben, mit den Census-designated places Nuevo im Norden, Romoland im Westen, Winchester im Süden sowie der City Hemet im Osten befinden sich jedoch mehrere andere Orte im nahen Umkreis. Durch Homeland führt die California State Route 74.
Homeland hat 5969 Einwohner (Stand: 2010) und erstreckt sich auf eine Fläche von 11,058 km², die komplett aus Land besteht. Das Zentrum von Homeland liegt auf einer Höhe von 489 m.

## Politik
Homeland ist Teil des 28. Distrikts im Senat von Kalifornien, der momentan vom Demokraten Ted Lieu vertreten wird, und dem 67. Distrikt der California State Assembly, vertreten von der Republikanerin Melissa Melendez. Des Weiteren gehört Homeland Kaliforniens 42. Kongresswahlbezirk an, der einen Cook Partisan Voting Index von R+10 hat und vom Republikaner Ken Calvert vertreten wird.